# Svante Nicolaus Brodin
Svante Nicolaus Brodin, född 26 september 1725 i Karbenning, Västmanlands län, död 3 november 1770 i Karbenning, Västmanlands län, var en svensk orgelbyggare och präst.

## Biografi
Brodin föddes 1725 på Nickebo i Karbennings socken och var son till komministern och vice pastorn Petrus Brodin och Eva Maria Höök. 1736 började han i andra klassen i Västerås skola under ledning av rektor Nils Rabenius. I juni 1741 när han var 16 år började han på Kungliga gymnasiet och stannade där till 1745. Den 5 maj 1752 blev han vigd till präst och flyttade tillbaka till Karbenning där han arbetade som vikarierande pastor. Han avled 3 november 1770 av lungsot. Brodin begravdes i Stockholms korskyrka.
Brodin gifte sig den 14 augusti 1753 med Birgitta Djurman från Stockholm.

## Orglar
| År   | Ursprunglig kyrka | Stift    | Manualer | Pedal | Stämmor | Bevarad orgel/fasad | Övrigt |
| ---- | ----------------- | -------- | -------- | ----- | ------- | ------------------- | --- |
| 1764 | Karbennings kyrka | Västerås | 1        |       | 10      | Nej/Nej             | Ett nytt orgelverk byggdes 1764 av pastor Svante Brodin för 2500 daler kopparmynt. Orgeln har 10 stämmor och utökades även av honom. Brodins orgel flyttades över till den nybyggda kyrkan. En ny orgel byggdes 1885 av E A Setterquist & Son, Örebro. |
| 1769 | Säfsnäs kyrka     | Västerås | 1        |       | 5       | Nej/Nej             | 1769 köpte Gravendals och Fredriksbergs bruksägare en orgel till kyrkan som var byggd av pastor Brodin, Karbenning. Satte upp ett äldre verk. Orgeln fanns inte kvar i början av 1800–talet.                                                           |